# Comité d'orientation pour des pratiques agricoles respectueuses de l'environnement
En France, depuis 1984, le Corpen (Comité d’ORientation pour des Pratiques agricoles respectueuses de l’ENvironnement) contribue à la production et à la diffusion d’avis et de recommandations concernant les pratiques agricoles en direction de tous les acteurs intéressés par l’intégration des préoccupations environnementales dans les systèmes de production animales et végétales (agriculteurs par l’intermédiaire de leurs conseillers, administrations et élus, établissements publics, collectivités territoriales, professeurs et formateurs, …). 
Ce comité, placé sous la tutelle du ministère de l'Écologie, de l'Énergie, du Développement durable et de la Mer (MEEDDM) et du ministère de l’Alimentation, de l’Agriculture et de la Pêche (MAAP), est une instance d’analyse, d’expertise et de proposition neutre et objective vis-à-vis de la hiérarchie administrative dans la formulation de ses avis et recommandations. 
En travaillant avec de nombreux partenaires (organisations d’usagers, organisations professionnelles agricoles ou industrielles, ministères, instituts et centres techniques agricoles, établissements publics de recherche, personnalités qualifiées…), le Corpen veille à ce que ses recommandations fassent l’objet d’un consensus obtenu lors du processus de validation par son bureau.
Ainsi, les avis, recommandations, et outils méthodologiques fournis par le Corpen, parce qu’ils sont le fruit d’un travail approfondi et commun, ont une certaine « légitimité » ou « reconnaissance » dans le monde agricole et auprès des acteurs de la gestion de territoires.  Aussi, certains textes réglementaires ou directives officielles s’appuient parfois sur ce travail pour en faire, par la suite, une référence qui s’impose.